# Марсель Х. Ван Херпен
Марсель Х. Ван Херпен ( Marcel H. Van Herpen, нар. 4 березня 1945 в 'с-Гертогенбос, Нідерланди) — нідерландський політолог і соціолог, експерт з питань безпеки у Східній Європі, Росії та на теренах країн колишнього СРСР, директор аналітичного центру 'Cicero Foundation' в Маастрихті (Нідерланди).
В Україні відомий як автор книги «Війни Путіна. Чечня, Грузія, Україна: незасвоєні уроки минулого», — виданою в українському і російському перекладі харківським видавництвом «Віват» за програмою «Українська книга»

## Біографія
Марсель Х. Ван Herpen вивчав західну соціологію в Радбоуд університеті міста Неймеген (Нідерланди). У роки навчання був головою демократичного соціалістичного Союзу студентів «Politeia», активним членом інших студентських ліберально-демократичних організацій та рухів.
- 1969—1975 — науковий співробітник кафедри соціальної та політичної філософії факультету соціології
- 1975—1979 — дослідник факультету політології та науково-дослідного центру університету Неймеген. Його дослідницький проект привів до написання книги «Маркс і права людини. Політика і етика від Руссо до Маркса» (голландське видання 1983 року). У цей же час він постійний співробітник голландського тижневика «De Groene Amsterdammer» (голландський еквівалент 'The New York Review of Books').
- 1979—1985 — директор міжнародного відділу «Європейського Дому» Нідерландів
- 1985—1992 — директор спонсорованого урядом інститутського семінару «Європейські відносини» фундації Driekant. Починаючи з горбачовської «перебудови», він ініціював Міжвузівський Східноєвропейський проект з обміну економістами університетів Нідерландів з одного боку — та Гданського, Будапештського, Московського та Санкт-Петербурзького університетів з іншого боку.

Ван Херпен читає лекції з геополітики, ідеології «путінізму», інформаційної війни, відносин між ЄС і США; веде семінари з міжнародної безпеки — англійською, голландською, німецькою та французькою мовами.

## Публікації
Марсель Ван Херпен є автором чисельних статей та виступів в таких ЗМІ як: Forbes, The National Interest, Project Syndicate, The Moscow Times та Japan Times. Він дав інтерв'ю таким виданням як The New York Times, Financial Times, BBC, International Herald Tribune, United Press International, MSNBC, El Mercurio та Newsweek

## Книги
- Marcel H. Van Herpen. Becoming Marx — How the young Karl Marx became a Marxist. — Publisher: Cicero Foundation Press, 2016. — 295 p. ISBN 9789075759143
- Marcel H. Van Herpen. Putin's Propaganda Machine: Soft Power and Russian Foreign Policy. — Rowman & Littlefield Publ., 2015. — 336 p. ISBN 1442253614
- Marcel H. Van Herpen. Putin's Wars: The Rise of Russia's New Imperialism. — ed. Rowman & Littlefield, 2014. — 296 p. ISBN 1442231378
  - укр. переклад: Війни Путіна. Чечня, Грузія, Україна: Незасвоєні уроки минулого. — вид. Vivat Publishing, Харків, 2015. — 304 с. ISBN 978-617-7246-61-8
  - рос. переклад: Войны Путина. Чечня, Грузия, Украина: неусвоенные уроки прошлого. — изд. Vivat Publishing, Харьков, 2015. — 320 с. ISBN 978-617-7246-60-1
- Marcel H. Van Herpen. Putinism: The Slow Rise of a Radical Right Regime in Russia. — Palgrave Macmillan UK, 2013. — 278 p. ISBN 1137282819, 9781137282811
- Marcel H. Van Herpen. Marx en de mensenrechten — politiek en ethiek van Rousseau tot Marx. — Weesp: Het Wereldvenster, 1983.